# Atalaya capensis

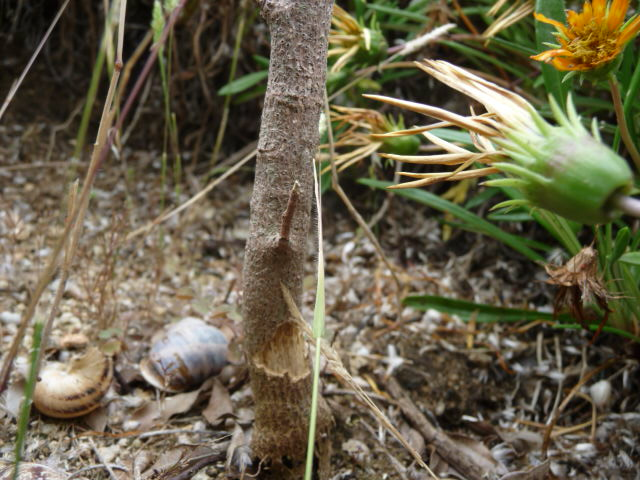
Tronc dAtalaya capensis.

Atalaya capensis és una espècie de planta de la família de les Sapindàcies. És un arbre perenne que es troba als vessants de muntanya d'alt desnivell, en boscos i matollars. El seu període de floració es troba comprès entre el març i el maig. El seu estat de conservació, segons la Unió Internacional per a la Conservació de la Natura (UICN), és de risc mínim. Possiblement, l'extensió de les poblacions existents i el nombre d'arbres madurs d'aquesta espècie s'ha pogut veure reduït com a resultat d'una pèrdua d'hàbitat degut a la invasió d'espècies introduïdes d'Acacia.

## Descripció

### Port
Sovint es presenta com un arbre de mida petita o mitjana, d'uns 3 metres d'alçada però pot arribar fins als 10 m. L'escorça és d'un color gris pàlid i llisa.

### Fulles
Són compostes i presenten de 3 a 5 parells de folíols oposats, tenen una forma el·líptica a oblonga, d'un color verd fosc i de mides 2.5-6.5 x 1-2 cm. Tenen una xarxa de nervis bastant visible per les dues cares. L'àpex és cònic igual que la base i amb una certa asimetria a banda i banda del pecíol, el qual és curt o absent. El marge pot ser sencer o parcialment dentat, particularment en les fulles dels arbres joves.

### Flors
Són de color crema, d'uns 6mm de diàmetre, i es troben en inflorescències bastant ramificades. El fruit és una nou d'uns 8-10 mm i presenta d'1 a 3 ales de color marró groguenc.

## Distribució
Aquesta espècie es distribueix per l'est de la província del Cap i és endèmica del sud d'Àfrica.

## Taxonomia
Atalaya capensis va ser descrita per Dyer, Robert Allen

### Etimologia
- Atalaya: nom genèric que deriva de "atalai", nom d'origen timorés (Timor (Portugal)).
- capensis: epítet específic que fa referència al lloc d'origen de l'espècie, a la província del Cap a sud-àfrica.